# New Zealand Memorial

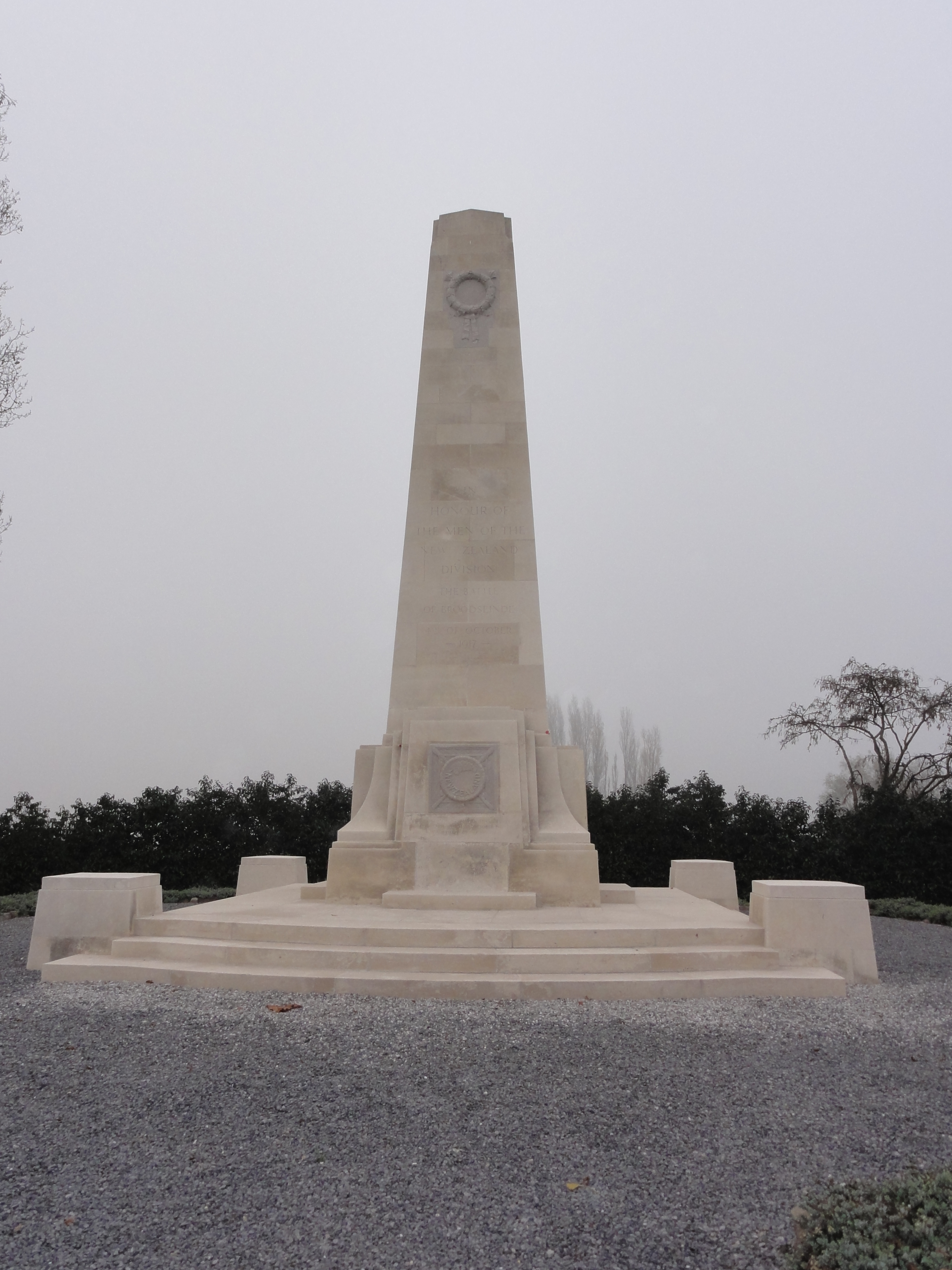
New Zealand Memorial

Het New Zealand Memorial is een oorlogsmonument in de tot de West-Vlaamse gemeente Zonnebeke behorende plaats Passendale, gelegen nabij de  's-Graventafelstraat in het gehucht 's-Graventafel.
Het monument memoreert de activiteiten van de Nieuw-Zeelandse troepen tijdens de Derde Slag om Ieper van 4 tot 12 oktober 1917, waarbij grote verliezen werden geleden. Na deze datum werden zij door Canadese troepen afgelost.
Op 1 augustus 1924 werd dit monument onthuld in het bijzijn van enkele Nieuw-Zeelandse hoogwaardigheidsbekleders. Het bestaat uit een soort obelisk op een sokkel, uitgevoerd in witte natuursteen, gelegen op een platform te midden van een park. De tekst op het monument luidt: Ter eer der stryders der Nieuw Zeelandsche Afdeeling De veldslag van Broodseinde 4den Oktober-1917. Ook in het Engels en het Frans is een soortgelijke tekst aangebracht.